# Сігрем-білдінг
Сигрем-білдінг (англ. Seagram Building) — хмарочос, розташований на Парк-авеню 375 між 52-ю й 53-ю вулицями в манхеттенському Мідтауні. Вважається одним із класичних зразків інтернаціонального стилю. Спроектовано знаменитими архітекторами — Людвігом Міс ван дер Рое і Філіпом Джонсоном. Будівництво будівлі було завершено в 1958 році. Воно має висоту 157 метрів і складається з 38 поверхів. Будівля призначалася під офіси канадської фірми Joseph E. Seagram's & Sons, що займалася виробництвом спиртних напоїв.